# 裂叶悬钩子
裂叶悬钩子（学名：Rubus howii）是蔷薇科悬钩子属的植物，是中国的特有植物。分布在中国大陆的广东等地，一般生长在生中海拔杂木林中，目前尚未由人工引种栽培。